# Lycée de l'Immaculée-Conception
Pour les articles homonymes, voir Immaculée conception (homonymie).
Le lycée de l'Immaculée-Conception est un établissement scolaire situé à Laval (Mayenne) dont l'enseignement va de la petite section au brevet de technicien supérieur. Il est couramment appelé l'« Immac ». 

## Histoire

### Création
Le 18 septembre 1865, l'abbé Jean Blu ouvre le collège de garçons Immaculée-Conception qui accueille 17 garçons. Au cours de l’année, l’effectif grandit peu à peu jusqu'à atteindre 50 élèves lors de la remise des diplômes. Au bout de quelques années, les bâtiments deviennent trop petits pour accueillir tous les élèves (85 à la rentrée 1870). Le 29 juin 1869, l'abbé Jean Blu achète un terrain rue Crossardière et la construction commence. En 1870, lors de la guerre contre la Prusse, le jeune collège est transformé en caserne pour les hommes du duc Abrants, puis en infirmerie. Il redevient un collège à la fin de la guerre.

### Foyer de propagande réactionnaire
En 1879, à cause de surmenage, la santé de Jean Blu se dégrade. À la suite du refus des Jésuites qui craignaient de faire concurrence à leurs collèges du Mans et de Vannes, la Congrégation de Saint Edme prend en charge le collège. Le père Cyrille Hamelin de la congrégation est l'âme de la maison. Il assure alors la succession de Blu au poste de supérieur du collège de l'Immaculée Conception. La réduction de ses fonctions permet à Jean Blu de retrouver la santé. Il revient alors dans le collège en tant que simple professeur.
Autoritaire, débordant d'activité, de courage et d'audace, Hamelin parvient à réunir plus de 300 élèves dans les années 1890-1896. Pendant les vingt années suivantes, le collège prospère (300 élèves à l’aube du XXe siècle) et obtient les meilleurs résultats de la Mayenne.
La devise de l’Immaculée-Conception devient « Dieu et patrie ». Cette devise illustre les idées de Cyrille Hamelin, catholique conservateur et monarchiste. Alors que ses idées gênent l'Église ainsi que l'État, il a une très grande influence au sein de la Mayenne. Le collège est depuis longtemps un foyer de propagande réactionnaire. L'association des anciens élèves y est pratiquement dans les mains des notabilités royalistes du département qui sont toujours invitées aux manifestations qu'il organise.
Ces désaccords mènent ses supérieurs hiérarchiques à faire renvoyer onze professeurs en deux ans et à faire muter les cinq prêtres du diocèse, le Père Cyrille Hamelin est destitué de sa fonction de supérieur. Il meurt à Vichy le 11 septembre 1902.

### LeXXesiècle
En 1900, l’établissement est vendu par les Oblats pour 200 000 francs ; le père Vital Tribouillard devient le nouveau supérieur. Pierre Geay transforme immédiatement l'établissement en collège diocésain. Les résultats scolaires sont excellents, encore meilleurs semble-t-il que sous le père Hamelin. Auguste Hoinard succède au père Vital Tribouillard en 1908. Ce dernier est très autoritaire. Les pensionnaires commencent la journée à 5 h du matin et n'ont que trois heures « libres » pendant la journée. Au début de la guerre de 14-18, le collège sert de caserne pour un régiment en attente du départ. Ensuite, une partie de l’établissement sert d'hôpital, l'autre accueille des réfugiés. À la fin de la guerre, les locaux sont très détériorés, 118 professeurs et anciens élèves moururent.
En mars 1920, Auguste Hoinard tombe malade, il est alors remplacé par Constant Roulette. Celui-ci termine l'intérieur de la chapelle. Cependant, le 27 février 1924, un incendie se déclare et brûle une bonne partie des bâtiments qui devront être entièrement refaits. Il fait faire un buste de Cyrille Hamelin.
En 1929, Louis Launay devient le supérieur. Il laisse un souvenir mitigé : d’un côté il était vu comme un homme manquant de conviction, subissant le joug du préfet ; d'un autre côté il a marqué par sa distinction, son souci du respect du règlement, de la tenue et de l'uniforme, des traits de caractère hérités de sa famille (son père et ses deux frères étaient militaires). Les études restent l’essentiel du temps des élèves mais il met en place trois heures de sport quotidiennes. Il érige une plaque de cuivre à l'effigie de Jean Blu.
En 1939, une partie du collège est réquisitionnée par la société des secours aux blessés militaires. Le futur homme de radio et écrivain Jean-Marie Houdoux raconte son séjour de pré-adolescent dans le premier chapitre de son livre de souvenirs Rencontres d'exception. L'école ferme en 1943 ; par « mesure de sécurité », les locaux sont déplacés temporairement. L'abbé Constant Domaigné, enseignant, économe du collège y cache 12 enfants juifs dont Sacha Distel. Il est déporté en Allemagne en 1944, puis reprend son poste en 1945.

### La mixité
En 1956, treize jeunes filles viennent à l'Immaculée-Conception suivre des cours de mathématiques et de philosophie. Cependant, elles ne sont aucunement mélangées aux garçons. La mixité ne deviendra effective qu'en 1969. Georges Bienvenu, le supérieur d'alors, rénove également le lycée en installant le chauffage au mazout, il enrichit les laboratoires de sciences physiques et de sciences naturelles, fait poser des vitraux sur la chapelle. En avril 1966 ont lieu les festivités du centenaire de l'école, un millier de personnes y participe.
Les évènements de mai 68 font changer les mentalités. En 1968, les élèves de terminale refusent de participer aux épreuves de sport au bac en accord avec d'autres lycées de Laval. L'école accepte de faire un contrat avec l'État dans le cadre de la loi Debré. Ainsi, l'établissement qui accueillait essentiellement des élèves issus de milieux aisés commence à s'ouvrir.
En 1998, les troisièmes ont créé un jeu inspiré du célèbre « Uno » : le « jeu de l'euro ».
En 2011, l'établissement a inauguré un nouveau gymnase pour les collégiens et les lycéens.

## Le règlement

### Emploi du temps type dans les années 50
Jusque dans les années 1950, le règlement est resté très strict :
- le lever était fixé à 5 h ;
- à 5 h 30, les élèves avaient un temps de prière et de méditation ;
- de 6 h 55 à 8 h, les jeunes avaient successivement messe, petit déjeuner et récréation ;
- à 8 h, début des cours.
- de 10 h à 11 h 30, récréation, étude puis récitation de deux dizaines de chapelets ;
- à 11 h 45, déjeuner ;
- de 13 h 15 à 14 h, étude ;
- de 14 h à 16 h, cours ;
- de 16 h 30 à 19 h, étude ;
- à 19 h, lecture spirituelle puis étude ;
- à 19 h 15, souper.

## Classement du lycée
En 2015, le lycée se classe 2e sur 11 au niveau départemental quant à la qualité d'enseignement et 231e au niveau national. Le classement s'établit sur trois critères : le taux de réussite au baccalauréat, la proportion d'élèves de première qui obtient le baccalauréat en ayant fait les deux dernières années de leur scolarité dans l'établissement, et la valeur ajoutée (calculée à partir de l'origine sociale des élèves, de leur âge et de leurs résultats au diplôme national du brevet).

## Échange linguistique avec le collège anglais de Gillingham
Depuis 1996, le collège organise un échange linguistique et pédagogique avec le collège anglais de Gillingham. Chaque année, 50 élèves des 3 classes européennes de quatrième du collège vont en Angleterre chez les familles de leurs correspondants et les reçoivent par la suite chez eux. Cet échange dure 10 jours. Plusieurs activités sont organisées (accrobranche, bowling, musées, shopping, discothèque, etc.)

## Séries
(juin 2023).

### Filières générales
Les trois filières sont présentes (Bac L, ES et S). Diverses options sont proposées : arts plastiques, cinéma-audiovisuel, latin, informatique et sciences du numérique, création et innovation technologique, méthodes et pratiques scientifiques, Anglais, Allemand, Espagnol, sciences économiques et sociales et des horaires aménagés pour les sportifs.

### Filières technologiques
- BTS  informatique et réseau pour l'industrie et les services (IRIS).
- BAC STI2D (énergies et environnement (EE), informatique et sciences du numérique (ISN)).

### Filières professionnelles
- 3e préparatoire à la voie professionnelle.
- BAC PRO SN (systèmes électroniques numériques : télécommunications et réseaux, électronique embarquée)
- BAC PRO MMV (Métiers de la mode et du vêtement)
- BAC PRO ELEEC (électronique, énergie et équipements communicants)

## Anciens de l'Immaculée

### Hommes politiques
- Xavier Bouvier (1899-1979), juriste, député pendant 5 ans.
- Maurice Courcelle (de) (1874-1943), journaliste et écrivain, maire de Saint-Jean-sur-Mayenne, conseiller général, chevalier de la Légion d'honneur.
- Jacques Foccart (1913-1997), résistant puis homme politique.
- Henri Rethoré (1925-2015), diplomate, ambassadeur de France à Conakry (Guinée) puis à Kinshasa (Zaïre/RDCongo).
- Michel Chatelais (de) (1933-1994), diplomate, ambassadeur à Lomé (Togo), à Belgrade puis à Beyrouth, chevalier de l'ordre national du Mérite et de la Légion d'honneur.
- Jean de Hauteclocque (1893-1967), diplomate, ambassadeur à Ottawa, Bruxelles, Tunis et Lisbonne, grand officier de la Légion d'honneur.
- Bernard de Chalvron (1911-1990), résistant et diplomate, ambassadeur à Genève (Nations unies) et à Berlin-Est, grand-croix de l'ordre national du Mérite.
- Eugène Jamin (1863-1933), imprimeur, maire de Laval puis sénateur pendant 11 ans, chevalier de la Légion d'honneur.
- Lucien de Montigny (1909-1975), avocat, sénateur pendant 9 ans.
- Henri de Monti de Rezé (1974-1965), député pendant 19 ans, puis sénateur pendant 16 ans, chevalier de la Légion d'honneur.
- André Davoust (1922-2010), député pendant 8 ans.
- Pierre Buron (1921-2002), député pendant 11 ans.
- Alain Lambert (né en 1946), sénateur de 1992 à 2010, ministre du budget de 2002 à 2004, commandeur de la Légion d'honneur.
- Ivan Rioufol (né en 1952), journaliste.

### Religieux
- Jules-Alphonse-Ignace Rouiet (1858-1899).
- Xavier Tilliette (né en 1921), philosophe et théologien.

### Militaires
- Hyacinthe de Quatrebarbes (1920-1981), général quatre étoiles, grand-croix de la Légion d'honneur.
- Robert Granger, détaché au ministère de la Guerre, général de brigade.
- André Tabouis (1906-1974), général de brigade, commandeur de la Légion d'honneur.
- Jacques Garreau de Labarre (1901-1983), contre-amiral, commandeur de la Légion d'honneur.
- Pierre Richalet (1937-2003), général de corps aérien, commandeur de la Légion d'honneur et commandeur de l'ordre national du Mérite.
- Michel Cribier (1935-?), admis en 2e section du cadre des officiers généraux de l'armée de terre, commandeur de la Légion d'honneur.

### Scientifiques
- Rémy Chauvin (1913-2009), chercheur.
- Roger Guesnerie (né en 1943), directeur de recherche de classe exceptionnelle au CNRS, président de l'Assemblée européenne de la science et de la technologie et de l'Elect European Economic Association.
- Jean Ripoche (1934-...), docteur d'État ès-sciences physiques en 1966, professeur d'université au Havre de 1969 à 1996.

### Hommes de lettres
- Daniel Forget (1901-1989), inspecteur général, a présidé ensuite l'agrégation de lettres modernes jusqu’à sa retraite.

### Sportifs
- Alain Gerbault, navigateur.
- Nicolas Pottier, arbitre assistant de football en Ligue 1 (juin 2007) et international (depuis janvier 2010).
- Francis Coquelin, joueur de football.

### Médias
- Sacha Distel (1933-2004), vedette de la chanson et du music-hall.
- Hervé Le Marchand, dit Mimosa (1960-2023), 1er prix d'informatique de l'École centrale. Lion d'or de la magie, premier prix de la magie à Genève, vice-champion du monde de la magie comique.
- René Bansard (1904-1971), écrivain.
- François Pédron (né en 1944), journaliste et écrivain.
- Jean-Marie Houdoux (1930-2014), homme de radio, puis écrivain.

## Activités extra-scolaires
Durant les temps libres, l'Immaculée-Conception propose de nombreuses activités extra-scolaires : 
- tournoi de foot en salle ou du basket ;
- diverses autres activités.

### Sports
- 1977
  - l'équipe de football de l'Immaculée-Conception est la première dans l'histoire de l'Union nationale du sport scolaire (UNSS) à parvenir en poule finale du championnat de France.
- 2005
  - Thibault Labadie
    - 1er national au 1 000 m cadet garçon,
    - 2e national au 800 m cadet garçon,
    - 1er au cross national junior,
    - 4e national au 800 m junior garçon,

  - Thomas Suhard
    - 11e national au 800 m cadet garçon,

  - François Étienne
    - 4e au 200 m cadet,

  - Mélanie Duchesne
    - 2e au cross national des cadettes,
- 2007
  - Romain Proust
    - 1er national en triple saut junior garçon.

## Résultats
L'Immaculée affiche régulièrement de très bons résultats au baccalauréat. Le pourcentage de réussite, qui tourne autour de 95 % est comparable à celui des autres lycées de la Mayenne.

## Directeurs - directrices
Note : les dates indiquées dans la liste suivante sont celles de début et de fin de fonction.
- Jean Blu (1865-1879).
- Cyrille Hamelin (1879-1899).
- Vital Tribouillard (1899-?).
- Auguste Hoinard (?-1920).
- Constant Roulette (1920-1929).
- Louis Launay (1929-?).
- Léon Fouche (?-1945).
- Henri Bruneau (1945-1954).
- Georges Bienvenu (1954-1958).
- Pierre Chauvin (1958-1961).
- André Caplet (1961-1972).
- Guy Mérienne  (1972-2002).
- Louis Marie Fillon (2002-2022).
- Florence Develter (2022-2024).
- Angélique Renault (depuis 2024).